# 仮面ティーチャー
『仮面ティーチャー』（かめんティーチャー）は、藤沢とおるによる日本の漫画。集英社『週刊ヤングジャンプ』において、2006年から2007年まで掲載された。また2013年4月25日から2014年10月16日まで続編となる『仮面ティーチャーBLACK』（かめんティーチャーブラック）が同誌で連載された。
同年8月には、『GTO』の登場人物である冴島俊行を主人公としたスピンアウト作品『井の頭ガーゴイル』とコラボした『仮面ティーチャー VS POLICE』の前篇が同誌に、後篇が講談社『週刊ヤングマガジン』に読み切りとして掲載された。
2013年に日本テレビ系でテレビドラマ化された。2014年2月14日には、同じく日本テレビ系で同作の半年前を描いたスペシャルドラマが放送され、2月22日には、連続ドラマ版の半年後を描いた続編が映画化された。
2015年にミュージカル化された。キャストは本作品オリジナルで、テレビ版とは異なる。

## あらすじ
仮面ティーチャー
“東京の不良墓場”と呼ばれる極蘭高校に派遣された荒木剛太は、闇に閉ざされた問題校を徹底的に更生する「仮面ティーチャープログラム」のスペシャル教師だった。喧嘩補習という名の指導で次々と不良たちを迎え学校に光を当てていく。
仮面ティーチャーBLACK
都内随一のセレブたちが通う柊学園。一見すると真面目な生徒ばかりに思えるが、金や権力にものを言わせ生徒たちが好き勝手に振る舞う無法地帯であった。剛太は再び仮面ティーチャーとして教育現場の最前線に劇薬を投じる。
仮面ティーチャー VS POLICE
仮面ティーチャーが女子高生から大人気だと知った井の頭公園交番の冴島俊行巡査は、極蘭高校の岬智也を銃で脅し仮面を借りることに成功する。その仮面を被り仮面ポリスとなった彼は瞬く間に吉祥寺の女性の間でヒーローとなった。しかしある日、家出中の生徒を連れ戻そうとする鬼塚英吉を強姦だと勘違いしたことで絶体絶命の危機に追い込まれてしまう。

## 登場人物

### 主人公
荒木剛太（あらき ごうた）
本作品の主人公。千葉県の舞浜高校から極蘭高校に転任してきた2年C組の新しい担任、北海道出身の24歳。担当学科は歴史。趣味は体を鍛えることとグラビアの切り抜き。美樹に対して好意を寄せており、いいところを見せようと奮闘する。
打たれ強さが取り柄で、一見頼りなさそうに見えるが、その正体は仮面ティーチャー“十文字隼人”で力による教育現場の改革を行う。体罰に加え、バリカンで「KT」のサインを入れた断髪を実行する。その真の任務は仮面ティーチャーとして学校を変革することではなく、新たな仮面ティーチャーとしてふさわしい者を選別することである。仮面を引き継いだ後は、なんらかの罪を被って解雇されるという契約になっている。
続編であるBLACKでは2-Aの担任として柊学園に赴任する。そこでは「仮面ティーチャーへの変身」を行わず、「仮面ティーチャーの補佐」として活躍している。
「GTO パラダイスロスト」の第二部では看守に雑に扱われた鬼塚の前に現れる。看守に変装し、鬼塚の脱獄に協力する。

### 『仮面ティーチャー』での主要人物

#### 立花市立極蘭高校
読みは「たちばなしりつきょくらんこうこう」。総生徒数486人、全12クラス。都内で引き取り手のない超問題児たちの親が最後に門を叩くという通称“東京の不良墓場”。その問題児たちの数は全生徒数の8割にも上っており、問題を起こす生徒の数も尋常ではない。よってやる気のある教師もやる気をなくし、都内の公立校で最も教師の転出率の高い高校の一つになっていた。
「仮面ティーチャーVSPOLICE」では学校名が「私立極蘭高等学校」となっている。

##### 教員
市村美樹（いちむら みき）
一年生の担任で国語を教えている。極蘭高校の現状に失望し、今月いっぱいで辞めることを決意していた。剛太に対しては「教師としての熱意を持たないほうがよい」と忠告したりと気にかけている模様。
村江田（むらえだ）
極蘭高校教師。自己中心的なことなかれ主義者で、剛太のことを面白半分に眺めている。常に湯呑みでお茶を啜っている。
大田垣 丈男（おおたがき じょうだん）
特別編の主人公。女子トイレを覗くのが趣味の変態体育教師。「お面ティーチャー」として女子生徒の支持を集めようと画策するが、指導と称して下半身を露出したパワハラを行ったために失敗し、不良生徒から追われ、冴島に助けを求めるも、冴島に秘かに擦られた自身のスマホの女子トイレおよび女子更衣室の盗撮の証拠を突き付けられて不利になり、不良生徒たちから袋叩きにされる破目になった。

##### 生徒
金谷 幸造（かなや　こうぞう）
2年C組の生徒、通称キンゾー。ボクシング経験者で圧倒的強さを誇るクラスのボス。剃り込みの入った坊主頭とヘアバンドがトレードマーク。極めて粗暴な性格だが、亡くなったプロボクサーの父と誓った約束どおり母親を懸命に守ろうとするという優しい一面も持つ。当初は剛太や仮面ティーチャーに嫌悪感を抱いていたが、次第に彼らに理解を示すようになり、岬と共に仮面ティーチャーを受け継ぐこととなる。
しし丸（ししまる）
2年C組の生徒。金髪のロン毛が印象的。コータローとは犬猿の仲である。
ボン
2年C組の生徒。黒髪の短髪男。コータローたちとよくつるんでいる。
コータロー
2年C組の生徒。教室の前で初対面の剛太をいきなり殴った。
リョータ
2年C組の生徒。長髪の男。
杉山（すぎやま）
2年C組の生徒。ニット帽を被っている。
ユースケ
2年C組の生徒。犬神兄弟に捕まってしまった。
真也（しんや）
2年C組の生徒。眼鏡を掛けている。
ゴンゾウ
2年C組の生徒。モヒカン頭をしている。
犬神一郎（いぬがみ いちろう）
現在は休学中。弟の二郎と共に人狼兄弟として恐れられている。黒のドレッドヘアーにサングラスという出で立ち。市内の4大有力チームを傘下に置く「凶我狼（きょうがろう）」という暴走族のトップで、彼らと共に仮面ティーチャーと2年C組を潰そうと目論む。
犬神二郎（いぬがみ じろう）
現在は休学中。一郎の弟。金のドレッドヘアーにサングラスという出で立ち。意中の人である千晶と仲のいい岬に嫉妬し、彼を支持する極蘭の生徒を狩っていく。
岬 智也（みさき ともや）
容姿端麗、成績優秀のバスケ部エース。親友のキンゾーと共に極蘭の頂点に君臨していた。しかしバスケ部の仲間が人狼兄弟によって怪我をさせられたことに激昂し、彼らを刺し退学処分となる。
千晶（ちあき）
バスケ部のマネージャー。変わっていく二郎のことを心配し、岬に相談していた。

#### その他
草薙（くさなぎ）
仮面ティーチャープログラムに関わっている男。剛太の相棒的存在で、眼鏡をかけている。
金谷理沙（かなや りさ）
キンゾーの母親。スナック「GOLD」を経営し、亡くなった夫に代わり、女手一つで金造を育て上げた。「理沙ママ」と慕われる一方で、お人好しな性格に付け込まれ騙されることも多々あった。
蓮（れん）
GOLDの常連客。その正体はプロの地面師であり、理沙を騙し金造の激しい怒りを買う。
市川るい（いちかわ るい）
剛太が応援しているグラビアアイドル。

### 『仮面ティーチャーBLACK』での主要人物

#### 私立柊学園
読みは「しりつひいらぎがくえん」。東京都豊島区池袋にある名門私立高校。多額の寄付をするセレブの子に対して教師は頭が上がらない。彼らは生徒会をも牛耳っており、風紀委員によって言論統制まで行う。いわゆるスクールカーストが存在し、教師たちは生徒を親のレベルによってランク付けしている。最高レベルは特Aと呼ばれ、剛太が担任を務める2-Aには4人もいる。特Aとされている生徒たちは自らの権限を良いことにやりたい放題で、脅迫や痴漢詐欺はおろか、拳銃所持やそれを使った殺人教唆まで行うなどもはや犯罪者同然となっている。

##### 教員
藤田陽菜（ふじた はるな） / フジハル
2-Aの副担任。本人に自覚は無いが、グラビアアイドルのかじはるに似た美女。荒木から「フジハル（先生）」と呼ばれている。神木たちに自身の盗撮画像を撮られたことで、彼らに逆らえなくなっていた。
西村薫（にしむら かおる）
2年の学年主任。
桐島貴彦（きりしま たかひこ）
2-Bの担任。

##### 生徒
戸越リク（とごし リク）
2-Aの男子生徒。いわゆるアホ毛が特徴。貧富によって立場の違う学園の不条理を嘆く。貧弱ないじめられっ子気質の少年だが、時として敵対者への抵抗を行い勇敢に立ち向かう勇気の持ち主。
真壁恭二（まかべ きょうじ）
2-Aの男子生徒。リクの男友達で、眼鏡を掛けている。一カ月前に私立柊学園に転校してきたが、学園の異常に気付かないなど、マイペースな性格をしている。
実は黒い仮面ティーチャーの正体で、仮面ティーチャーの中でも新人にあたる。背中には刺青があるなど、以前は荒木同様に札付きの不良であったことが伺われる。
北村リオ（きたむら リオ）
2-Aの女子生徒。リクの女友達で幼馴染。普段は良識的だが、好きなものができるとのめり込むストーカー気質の持ち主。剛太に助けられたことで彼のファンとなる。
堀江（ほりえ）
3年生で特Aランクの男子生徒。不良グループのリーダー格。両親は大手デベロッパーである一ツ橋建設の社長。ストレス発散と、自身の力を見せつけたいという理由から、庶民であるリクをカツアゲして楽しむが、取り巻き共々仮面ティーチャーの粛正の対象にされた。
神木（かみき）
2-Aの特Aランクの男子生徒。父親は大手スポーツ量販店の社長。朝礼中にもかかわらず、ローラーブレードで体育館を走り回る。
中田（なかた）
2-Cの特Aランクの男子生徒。フジハルにテスト点数の水増しを命じた。
桐島力也（きりしま りきや）
特Aランクの男子生徒。母親から優秀な兄と比べられて育った結果、努力を止めて父親の稼いだ金を食い潰すろくでなしに成り下がっている。リオの下着画像に剛太の画像を合成し、ばら撒いた。荒木と十文字を倒すため、金で川崎「Q人會」を雇おうとするが、彼等を容易に倒すことは出来ないと判断したQ人會によって、逆に慰謝料として1千万円を要求されてしまうことになる。

#### その他
草薙みゆき（くさなぎ みゆき）
ヤクザの娘で、伝説のレディース総長。旧名は小田みゆき（おだ みゆき）。先代の草薙に代わる剛太の相棒的存在。剛太の生徒を恐喝していた川崎「Q人會」の始末を舎弟に命じた。
モモンガ侍（モモンガざむらい）
リクのネトゲ仲間。学校生活への不満をぶつけ合う。
梶原陽菜（かじはら はるな）
国民的グラビアアイドル。

### 『仮面ティーチャー VS POLICE』での主要人物
冴島俊行（さえじま としゆき）

鬼塚英吉（おにづか えいきち）

## 用語
教育査問委員会（きょういくさもんいいんかい）
日本政府内にある謎の組織。通称「教査（きょうさ）」。治安の悪い学校＝「闇校」を捜査し、仮面ティーチャーを派遣して矯正を行う。
仮面ティーチャープログラム（かめんティーチャープログラム）
全国の荒れた教育現場に仮面ティーチャーを派遣し、力による更生を目指す一大プロジェクト。
素行の悪い生徒や問題性のある教師などが更生を受ける対象となる。仮面ティーチャーたちには仮面ライダーの「本郷猛」やウルトラセブンの「モロボシ・ダン」といった人気ヒーローの名を捩ったコードネームが与えられている。性別による制限はないようで女性の仮面ティーチャーも存在する。あくまで世間には公表されていない影の存在ではあるが、匿名掲示板などに存在を示唆する書き込みが寄せられるなど、生きた都市伝説と化している。
仮面ティーチャーたちの正体は、現地でスカウトされた教師や保護者であり、プロジェクトの真意は闇校の中にあって「現状を変えたがっている人物」を見つけ出し、それを可能とする権力と匿名性を与えることにある。
十文字隼人（じゅうもんじ はやと）
剛太の仮面ティーチャーとしてのコードネーム。仮面ライダーに出てくる一文字隼人のオマージュである。
2年C組の副担任として極蘭高校に赴任時は、銀色の仮面に黒のジャケットとパンツという出で立ちで、カスタムされたヤマハ・VMAXやセグウェイに乗って登場する。
続編であるBLACKでは、黒の仮面とライダースーツを纏った黒の仮面ティーチャーが「十文字隼人」を名乗っている。
喧嘩補習（けんかほしゅう）
仮面ティーチャーの一人である十文字隼人が行う生徒への体罰。名目上は喧嘩バスケやサッカーと呼ばれる体育の補習として行われる。勝負に負けた生徒はバリカンで髪の毛を剃られる。この際、仮面ティーチャーのイニシャルである「KT」の文字を入れて剃るのがお決まりとなっている。
休学組（きゅうがくぐみ）
かつて極蘭高校では退学処分にされた生徒が復讐として教員に暴行を振るうという事件があった。この事件はタブーとなっており、以後極蘭高校では退学処分の基準が引き上げられることとなる。そのため休学処分の生徒が増え、いつしか休学組として恐れられるようになった。

## 連続ドラマ
『仮面ティーチャー』のタイトルで、2013年7月7日から9月29日まで毎週日曜0時50分 - 1時20分（土曜日深夜）に日本テレビ系で放送された。
主演はKis-My-Ft2の藤ヶ谷太輔で初の教師役となる。

### あらすじ
近未来、教師は生徒に対して暴力を振えなくなり教師と生徒は深く関わらなくなった。華空学院（かくうがくいん）に赴任した高校教師の荒木剛太は政府から派遣された特別プログラムの教師で、生徒更生のためなら暴力も許された“仮面ティーチャー”だった。問題だらけのクラスとして恐れられる2年C組の担任になった剛太は自身の過去の反省から生徒と心で通じ合おうとするが、そのことで反発を招き、生徒たちから一方的に殴られてしまう。出来る限り暴力は使わないと決めていた剛太であったが、悲惨な実態を目の当たりにし再び“仮面ティーチャー”として戦うことを決める。

### キャスト

#### 華空学院高校
無法地帯と化し、教師の大半が情熱を失ってしまった高校。剛太の正体を知るのは校長のみで、その理由から仮面ティーチャーに変身する際には、図書室の隠し扉に向かわなければならない。

##### 教員
荒木剛太（あらき ごうた）〈26〉
演 - 藤ヶ谷太輔（Kis-My-Ft2）
本作品の主人公。2年C組担任の日本史教師および教育省学校政策局特殊工作員Rank A+。血液型はAB型。趣味はバッタ採集で特にトノサマバッタが好き。底抜けにポジティブで生徒から一方的に殴られ続けようとも何度でも立ち上がり、生徒と向き合おうとする。かつては仮面ティーチャーとして鉄拳制裁を行っていたが、13か月前に起きた翔平の事故をきっかけに暴力による指導に疑念を抱くようになる。そのため一時は教職を退いたが、十兵衛たちの支えもあり再び教壇へ向かう。
華空学院においては仮面ティーチャーに変身しても威嚇だけで生徒を殴らないというポリシーを貫いている。その理由は自分と生徒とは心で通じ合えると信じているため。ただし生徒を傷つける大人に対しては拳を使用する。生徒に対しては課外授業と称して各々の心の傷に剛太自身の心で問いかけていく。その際の決めゼリフは「さぁ、課外授業を始めよう」。問題が解決すると右手で左胸を叩く決めポーズをする。また美樹に対しては自分に好意を寄せていると勘違いしており食事に誘うなど積極的である。
市村美樹（いちむら みき）〈25〉
演 - 大政絢
2年A組担任の英語教師。熱血教師だった草薙の母に憧れて教育者を志すが、理想と現実のギャップに苦しみ、熱意を失ってしまう。当初は空回りする剛太のことを心配していた。だが彼と接していくうちに心境に変化が訪れ、野間たちのために刃物を持った男に立ち向かうなど、教師としての熱意を取り戻していく。
菅原健太郎（すがわら けんたろう）
演 - 志賀廣太郎
校長。学校再生のために仮面ティーチャーである剛太を赴任させた。徹底的な暴力での指導を求めているため、生徒を殴らない剛太に苦言を呈す。人狼兄弟による学校襲撃事件を解決した剛太のやり方を認め、今まで推進してきた学校教育の過ちに気付く。
磯部耕造（いそべ こうぞう）
演 - 北山雅康
教頭。剛太では2年C組を更生させることは不可能だと思っている。趣味は秘密のクラブに通うこと。
遠山周作（とおやま しゅうさく）
演 - 山田親太朗
古典教師。剛太のことを冷ややかな目で見つめる。仮面ティーチャーの力をバックに生徒に横柄な態度をとっていたが、金造によって諌められる。授業中に近藤がいじめにあった際、無視を続けたために草薙に制圧を受けた。
本田あゆみ（ほんだ あゆみ）
演 - 藤沢あやの
科学教師。生徒には立ち入らない主義で、授業は教科書を朗読するのみ。昨年は1年生の学年を受け持ち、ボンたちのクラス担任をしていた。そのクラスでいじめによる智の自殺未遂があり、本田は監督責任を問われた。この件が原因で彼女はクラス担任になることを拒否しており、教師間では触れてはならないタブーとなっている。当初は仮面ティーチャーを歓迎していたが、黒の仮面ティーチャーによる一方的な暴力には疑念を抱く。
鈴木伝（すずき でん）
演 - 渡洋史
獅子丸に教師狩りのターゲットにされた教師。

##### 2年C組
剛太が担任を務める問題児ばかりが集められたクラス。すでに学級崩壊しており、前担任である久遠はノイローゼで一週間前に退職した。金造やM4といった強者たちがクラスを牛耳る。M4とは「SHADOW MAN」、「MONEY MAN」、「MAD MAN」、「ICE MAN」といった4人のMANが揃っているため、そう呼ばれている。
武原金造（たけはら きんぞう）〈17〉
演 - 菊池風磨（Sexy Zone）
華空学院最強の男でM4を束ねる存在。寡黙な男だが他人の心に土足で踏み込む剛太に対しては敵意を剥き出しにする。獅子丸とは孤児院時代からの付き合いで、彼のことだけは信用している。
アルバイト先で金庫泥棒の濡れ衣を被せられたところを銀の仮面ティーチャーに助けられ、完全に心を開いたわけではないが性格は少しおとなしくなる。その後剛太の生徒に対する想いがわかり、仮面ティーチャーを目指すという夢を持つようになった。
草薙圭吾（くさなぎ けいご）〈17〉
演 - ジェシー（ジャニーズJr.）
謎に包まれたミステリアスな優等生。仮面ティーチャーに興味を持ち、正体が剛太ではないかと疑う。コータローを煽って仮面ティーチャーに仕向けるなど頭も切れる。また母は教師であったが、学級崩壊をきっかけに自殺。以降は弟と2人で暮らしている。
その正体は生徒でありながらもうひとりの黒の仮面ティーチャーであり、剛太とも互角に戦えるほどの戦闘力を持つ。剛太と違い、問題児には暴力による制圧を行う。決めゼリフは「さぁ、補習の時間だ」。
人狼兄弟による学校襲撃事件では剛太と協力し、彼らを倒した。その後自分のやり方は変えないと話すが、一方的な暴力によって生徒たちを服従させる行為を見直すようになる。
獅子丸（ししまる）〈17〉
演 - 岸優太（ジャニーズJr.）
M4の一人で「シャドーマン」と呼ばれる。本名：佐々木獅子丸。裏で他人を操る頭脳派であり情報通。ボンに対して仲間意識はなく、仮面ティーチャーを誘き出す手段を与える代わりに10万円を要求した。金造のことを「金ちゃん」と呼び、常に行動を共にする。
かつて一度は孤児院を出て里親のもとに行ったが、そこで虐待同然の扱いを受け、そのことが原因で金造以外の人間を信用出来なくなった。教師狩りを行うも黒の仮面ティーチャーによる制裁を受け、そのことが金造の暴走の原因となってしまう。
ボン〈17〉
演 - 京本大我（ジャニーズJr.）
M4の一人で「マネーマン」と呼ばれるお金持ちの息子。本名：尾上。1年生時代はいじめられっ子で喧嘩が弱かったが、金の力でM4に入った。14か月前、親友である智が自分を助けたせいで新たないじめのターゲットになってしまった。いじめられる悲惨な状況に戻るのを恐れて、親友を裏切ってしまったことに罪悪感を感じ、人格が歪んでしまう。
親友を裏切った自分を肯定するために、金を餌に親友同士で殴り合わせる「デスマッチイベント」を主宰し、友人関係を破壊するようになる。仮面ティーチャーの登場でM4の立場が危うくなり、再びいじめられる恐怖心から、懸賞金500万を掛けて仮面ティーチャーを倒そうとする。最終的には仮面ティーチャーの課外授業によって親友の智と向き合うことができ、過去のあやまちに対して、彼に謝罪した。以降はコータローの威嚇に立ち向かうなど、性格が少し変わった。また剛太を慕うようになり、彼に協力し、何かと学校の内情を教えている。
コータロー〈17〉
演 - 前田公輝
M4の一人で「マッドマン」と呼ばれる男。本名：北川コータロー。性格は短気でキレやすく、金造にも噛み付く。「マッドマックス」と呼ばれる手下の集団を使い仮面ティーチャー狩りを始める。
仮面ティーチャーの課外授業後は仲間を大切にする男気あふれる性格へと変わり、「マッドマックス」を本当の仲間として付き合うようになった。
リョータ〈17〉
演 - 栁俊太郎
M4の一人で「アイスマン」と呼ばれる男。感情を一切表に出さず、常にクールに立ち振る舞う。幼少期のときに父から虐待を受けていた過去の記憶から、愛情を知らない歪んだ性格になってしまい、施設暮らしから独立し、生活費を稼ぐために大人狩りを始める。
黒の仮面ティーチャーの制裁によって、過去に父親から受けた暴力のトラウマが蘇る。かつておやじ狩りを行ったチンピラから復讐されかかるが、剛太の体を張った行動で初めて人の温もりを知る。
岬智也（みさき ともや）
演 - 菊田大輔
かつてのM4の一人。1年以上前に学園を支配しようとしたが、金造とのタイマンに敗れ権力を失う。その後は暴走しあらゆる生徒を狩っていたが、狩った生徒達の反撃にあい、その最中に他の生徒をナイフで刺して更生施設に送られた。
復学後は影で人狼兄弟を使って生徒狩りや仮面ティーチャーを襲わせ、同時に金造に復讐を企むも失敗。最終的に金造とも和解したが、その直後に現れた人狼兄弟に倒されてしまう。
人狼兄弟が仮面ティーチャーに倒された後は更生施設に戻り、一からやり直すことを決意した。
近藤加奈子（こんどう かなこ）
演 - 竹富聖花
剛太の不良生徒に対して真っすぐに立ち向かっていく空回りな姿を見ていて、母性本能をくすぐられ、彼に協力し学校の内情を色々と教える。底抜けに明るい性格だが、そのせいで野間たちのいじめのターゲットとなる。
小松七海（こまつ ななみ）
演 - 芳根京子
加奈子の友達。彼女の恋を応援している。
野間麻美（のま あさみ）
演 - 中村有沙
銀の仮面ティーチャーが生徒に暴力を振るわないことを利用し、加奈子をいじめていた生徒たちの主犯格。彼女を守った草薙の態度が気に食わないため、彼の弟を拉致監禁した。しかし自分たちを守るために命をかけてくれた美樹や剛太の生き様を通じて過去の自分を反省した。
新井みはる（あらい）
演 - 林さくら
野間の友達。彼女の命令に従い援助交際相手を恐喝するが、彼の逆鱗に触れ監禁されてしまう。
中川 順也（なかがわ じゅんや）
演 - 佐藤大樹（EXILE）
野間の彼氏。彼女の尻に敷かれている。
加藤修平（かとう しゅうへい）
演 - 標永久
野間の取り巻き。棒付きの飴を舐めている。
飯田政一
演 - 朝日奈寛
辻本圭右
演 - 安藤聖悟
小村空
演 - 枝尚紀
柳井純一
演 - 柿本拓実
吉村淳
演 - 小森真誉
杉田晴
演 - 椎名敦士
森将起
演 - 津田諄
本宮浩二
演 - 今野一輝
川畑康志
演 - 中根大樹
戸田喬
演 - 柳喬之
樋口大輔
演 - 横山涼
矢沢亜依
演 - 瀧本愛菜
足立奈緒
演 - 早乙女晴香
上尾明
演 - 渋谷かすみ
宮澤咲
演 - 横山遥奈

#### カフェホッパー
バイク好きが集まるカフェ。店内にはバイクが数多くディスプレイしてあり、またバイクの整備なども行っている。
小林十兵衛（こばやし じゅうべえ）
演 - 六平直政
カフェのマスター。剛太の正体を知る数少ない人物。彼の良き相談相手でおやっさんと慕われている。事故で亡くなった翔平の父親でもある。翔平の事故死を引きずる剛太に、不良グループに入ってしまった息子に非があったんだと説く。剛太には教育界を照らす光になってほしいと願っており、自身の最高傑作であるバイクを託す。
小林翔平（こばやし しょうへい）
演 - 神永圭佑
十兵衛の息子。13か月前、仮面ティーチャーが制裁を加えた不良グループに加入しており、彼の圧倒的な力に追い詰められ、逃げ込んだ高所から転落して死亡する。剛太はこの事故を未だに引きずっている。
小林佐恵子（こばやし さえこ）
演 - 山本舞香
十兵衛の1人娘で店を手伝う。兄の死に関わっている仮面ティーチャーを憎んでいたが、生徒のために命懸けで戦う剛太を見て考えが変わった。

#### その他
飯倉塁（いいくら るい）
演 - 斎藤工
教育更生プログラムである「仮面ティーチャー法」を施策し、実行する教育省学校政策局局長。「仮面ティーチャープログラム」の第2段階に必要なデータを集めるために剛太や草薙、岬、人狼兄弟を華空学院に送り込む。現実主義者ではあるが、剛太に対しては「今の教育界の光」だと期待を寄せた。
金髪先生（きんぱつせんせい）
演 - 塚田僚一（A.B.C-Z）
劇中劇である「3年C組金髪先生」の主人公。アクロバットをしながらよく分からない道徳を生徒たちに教える。小林親子は理解できない番組だと酷評するが、剛太はこの番組の大ファンである。

#### ゲスト
第1話
今井智（いまい さとし）
演 - 高田翔
ボンの親友で元クラスメイト。14か月前、いじめられていたボンを庇ったせいでいじめの新たなターゲットになってしまう。自身がいじめられたことでボンが受けたこれまでの苦しみを理解し、自分1人でボンが味わった苦しみを受け入れようとする。その結果、12か月前に校舎の屋上から自殺未遂を図り、車椅子生活を余儀なくされる。
本心では自分を見捨てたボンのことを未だに親友だと思っており、謝罪の一言があれば仲直りが出来ると信じていた。仮面ティーチャーの課外授業によって自分の思いをボンにぶつけ、彼との蟠りを解消する。
久遠淳治（くおん じゅんじ）
演 - 中谷竜
1週間前に退職した華空学院2年C組の前担任。生徒の輪に無理やり入ろうとしたことで生徒が反発し、いじめられるようになる。最終的にノイローゼに陥り、叫びながら机に何度も頭を叩きつけるといった奇行に走った。
第6話
河西（かわにし）
演 - 波岡一喜
金造がバイト先として勤めている工事現場の先輩。金を盗んだ罪を金造に被せた。
第7 - 8話
草薙 佳代美（くさなぎ かよみ）
演 - 遊井亮子
圭吾の母。生徒のことを第一に考える教師で、美樹を始めとする多くの教え子から尊敬されていた。しかしとある生徒の自殺を防げなかったことで精神を病み、自殺してしまう。
草薙裕也（くさなぎ ゆうや）
演 - 金田耀生（ジャニーズJr.）
圭吾の弟。野間たちによって拉致監禁される。
第9話
ポール
演 - 三浦誠己
みはるの援助交際相手。気弱なサラリーマンを装っていたが、彼女の目的が恐喝だと知ると態度を一変し、仲間と共に彼女らを監禁した。
第10 - 12話
犬神一郎（いぬがみ いちろう）
演 - 町田啓太（劇団EXILE）
犬神二郎（いぬがみ じろう）
演 - 野替愁平（劇団EXILE）
通称：人狼兄弟。人の顔を被った狼と呼ばれる凶悪な二人組の不良で、殺人以外のありとあらゆる犯罪行為を行い、「国に暴れることを許可されている」と豪語する。
更生施設で岬と知り合い、そこで彼と手を組み、偽物の仮面ティーチャーとして生徒を襲っていた。二人がかりとはいえ、黒の仮面ティーチャーを一度は倒すほどの実力の持ち主。後に学園の体育館に現れ、用済みとなった岬を倒してしまう。
圧倒的な力で剛太と草薙を追い詰めるも、生徒たちの声援で立ち上がった彼らの反撃にあい、ついには倒された。

### スタッフ
- 原作 - 藤沢とおる『仮面ティーチャー』（「週刊ヤングジャンプ」 / 集英社）
- 脚本 - 山岡潤平
- 音楽 - 牧戸太郎
- 総監督 - 守屋健太郎
- 監督 - 守屋健太郎、本田隆一、後藤孝太郎、千村利光、滝本憲吾
- 主題歌 - Kis-My-Ft2「Luv Sick」（avex trax）
- 挿入歌 - ARTEMA「My Way,My Life –Rebirth–」（WARNER MUSIC JAPAN）[7]
- ナレーター - 立木文彦
- 脚本協力 - 三田卓人
- ブレーン - 田中敬
- 監督補 - 後藤孝太郎
- 助監督 - 齊藤勇起、岸田雅喜
- タイトルバック - 守屋健太郎
- 造形 - 百武朋
- アクション - 吉田浩之
- アクション助手 - 佐藤健司
- スタント - カラサワイサオ、荒川真、佐藤健司、田之上生海
- バイクスタント - 柄澤功
- 撮影協力 - 小山町フィルムコミッション、ロケーション御殿場、SHADOW STUNT PRODUCTION
- チーフプロデューサー・制作 - 森實陽三
- プロデューサー - 植野浩之、坂下哲也、前畑祥子
- ラインプロデューサー - 堀尾星矢
- プロデューサー補 - 飯田美保　金仁泳
- 制作協力 - ファブコミュニケーションズ、テレビマンユニオン
- 制作プロダクション - 日テレアックスオン
- 企画制作 - 日本テレビ
- 製作著作 - 「仮面ティーチャー」製作委員会

### エピソードリスト
| 話数 | エピソードタイトル         | 初回放送日 | 演出       | 備考                                                                   |
| --- | -------------------------- | ---------- | ---------- | ---------------------------------------------------------------------- |
| 第1話 | その名は、仮面ティーチャー | 7月07日    | 守屋健太郎 | 30分拡大（0:50 - 1:50）                                                |
| 銀の仮面ティーチャーこと荒木剛太は華空学院へ派遣される。武原金造を始めとする不良に殴られながらも、ポリシーである「力ではなく心での指導」を守ろうとしていた。そんな中M4の一人であるボンが賞金を懸けて親友同士を殴り合わせる「デスマッチイベント」を始めだした。小林翔平の事故を未だに引きずる剛太は、仮面ティーチャーとして戦うことを躊躇っていたが、彼の父である小林十兵衛の「闇に覆われた教育界を照らす光となってほしい」という願いを胸に、再び仮面ティーチャーとして戦うことを決める。ボンが親友であった今井智という生徒を裏切ってしまった罪悪感から逃れるためにデスマッチイベントを開催していたことを突き止めた剛太は、課外授業と称してボンと智を向き合わせる。ボンは過去のお金に頼る弱い自分を恥じ改心したが、そのことがコータローの逆鱗に触れてしまう。 |                            |            |            |                                                                        |
| 第2話 | 激闘、マッドマックス       | 7月14日    | 守屋健太郎 | 『斉藤さん2』が拡大放送のため15分繰り下げ（1:05 - 1:35）。             |
| M4のコータローは仮面ティーチャーの活躍に怒りを露わにする。さっそく自身の手下集団であるマッドマックスに仮面ティーチャー狩りを命じた。しかしマッドマックスは銀仮面に一蹴される。そんな不甲斐ない彼らに力での制裁を加えたコータローだったが、そのことでマッドマックスから離脱者を出してしまう。頭に血が上ったコータローは自ら市村美樹を誘拐し、仮面ティーチャーを誘き出すことに成功する。しかし気付けばマッドマックスは全員離脱しており、彼はただ一人となっていた。それでも自身の力によって真っ向勝負を挑んだコータローだったが完敗。銀仮面の「人を動かすのは心である」という発言が胸に突き刺さり、不甲斐なさから一人泣き叫ぶのであった。そんな課外授業を終えた剛太の前に突然現れた2年C組の生徒の一人草薙圭吾。彼は銀仮面の正体を知っているかのような素振りを見せる。 |                            |            |            |                                                                        |
| 第3話 | M4、動く                   | 7月21日    | 本田隆一   |                                                                        |
| コータローが大怪我をして登校してきた。ボンによると元マッドマックスの過激派によって、これまでの復讐をされたらしい。コータローは仮面ティーチャーの教えを信じ、拳を封印していたのだ。それから数日後、暴力にひたすら耐えるコータローを見かねた別の元マッドマックスのメンバーがついにコータローを助けようとする。そんな本当の仲間を手に入れたコータローは空を見上げ笑みを浮かべた。一方、繁華街では美樹が、スタンガンを使い大人からお金を巻き上げるM4のリョータを目撃してしまう。リョータに脅され口止めさせられていた美樹だったが、悩んだ挙句剛太に相談することに。約束を破った美樹にリョータはスタンガンを向けたが、寸前のところで銀仮面に制止される。思い通りにならず癇癪を起すリョータはその夜、偶然通りかかった十兵衛を襲おうとする。しかしその時、黒の仮面ティーチャーが現れ、リョータに鉄拳制裁を加えた。圧倒的な力を目の前にし、リョータは幼きころ父親に虐待を受けていたトラウマを思い出してしまう。 |                            |            |            |                                                                        |
| 第4話 | 黒の仮面教師               | 7月28日    | 本田隆一   |                                                                        |
| 十兵衛の見舞いに訪れた剛太は、黒仮面の存在を知らされ驚きを隠せない。菅原健太郎校長にこの件を問い詰めるが、校長はまともに取り合おうとはしなかった。すっかり憔悴してしまったリョータを見た剛太は、美樹から聞いた心理学の教えを実践しようと教室へ向かう。しかしリョータは、以前お金を巻き上げた大人に連れ去られていた。彼らに復讐として暴行を受けたリョータは気が動転し、落ちていたビンの破片で彼らを刺そうとする。その時、剛太が現れリョータを抱きしめ温もりを与えた。刺されているにもかかわらず剛太はリョータに対し、「未来はまだ真っ白」だということを説く。後日、剛太は銀仮面として、リョータに暴行を加えた大人たちに制裁を加えた。その様子を見ていた黒仮面は剛太の理想の甘さを指摘し去っていく。そんな二人の仮面ティーチャーの接触に対して教育省の飯倉塁は不敵な笑みを浮かべていた。 |                            |            |            |                                                                        |
| 第5話 | 二人の世界                 | 8月04日    | 後藤孝太郎 |                                                                        |
| 争うことをやめ仲間と学校生活を謳歌するコータローに金造は苛立ちを隠せない。そんな金造を見て、最後のM4獅子丸は「仮面ティーチャーが正体を現すまで毎晩一人ずつ教師を狩っていく」と言う。剛太は獅子丸を止めるために銀仮面として戦いを挑もうとするが、そこに黒仮面が現れる。圧倒的な力の差を瞬時に理解した獅子丸であったが、金造のために黒仮面と拳を交える。ボンによると、金造と獅子丸がここまで強い絆で結ばれているのは同じ孤児院出身で、とある里親に騙されて以来大人を信用できなくなったことが原因らしい。後日、獅子丸が入院したことを知った金造は怒り狂い、全ての教師を潰すことを宣言。そこに再び黒仮面が現れ、金造を挑発する。金造と黒仮面の因縁の対決が幕を開けようとしていた。 |                            |            |            |                                                                        |
| 第6話 | 俺の手を握れ               | 8月11日    | 千村利光   |                                                                        |
| 金造と黒仮面の戦いは終始黒仮面優勢で進んだ。銀仮面の救援によって一命を取りとめた金造であったが、左腕を骨折してしまう。後日、金造は獅子丸の入院費を稼ぐためにバイト先の工事現場の主任に給料の前借を頼んでみたが断られる。翌日、工事現場の金庫から現金が盗まれた。大人たちは金銭面に困っていた金造が犯人だと決めつけるが、剛太だけは彼が犯人でないと庇う。しかし金造はそんな剛太に対しても心を開こうとはしない。金造はバイト先の先輩である河西が真犯人だと気付きタイマン勝負を申し込むが敗れ、高所から転落しそうになる。そんな金造に対し銀仮面は「俺の手を握れ」と叫ぶ。大人を信用していなかったはずの金造だったが銀仮面の説得の末、彼の手を握った。金造に変化が訪れ学院に平和が戻ったかのように思えたが、2年C組では野間麻美たちが近藤加奈子を苛めようと画策していた。 |                            |            |            |                                                                        |
| 第7話 | お前、過去に何があった?    | 8月18日    | 滝本憲吾   | 『嵐にしやがれ 24時間テレビ直前SP』のため30分繰り下げ（1:20 - 1:50）。 |
| 野間たちによって集団苛めを受ける加奈子。草薙は彼女たちから加奈子を守り、見て見ぬふりをした教員の遠山周作に暴力を振るう。品行方正だった草薙の横暴に驚いた剛太は、美樹から草薙の母、草薙佳代美が教師で、苛めから教え子を救えなかった罪悪感で自殺したことを知る。先日の草薙の行為が気に食わない野間たちは彼を新たな苛めのターゲットとするが、銀仮面によって阻止される。しかし野間は反省する振りをし、銀仮面から逃げることに成功。草薙への怒りが募る彼女たちは、彼の弟、草薙裕也を拉致する。 |                            |            |            |                                                                        |
| 第8話 | 銀と黒                     | 9月01日    | 滝本憲吾   |                                                                        |
| 弟を人質に捕られた草薙は野間たちの命令に従い、学内を荒らしまわる。草薙の事情を知らない美樹は母親の件で学院に恨みがあるのかと問うが、彼は母親のようにクズな生徒を信じて騙されるのは愚かだと言い放つ。野間たちの居場所を突き止めた剛太は銀仮面として草薙の弟を救出に向かう。野間たちと心で向き合おうとする銀仮面だったが、その目の前に黒仮面が現れる。二人の仮面ティーチャーは力と心というそれぞれの正義を掲げて激突する。黒仮面の不良への深い憎しみを前にした銀仮面は彼の正体が草薙であることを悟る。剛太は草薙の母の墓に向かって、彼を更生させると誓った。今回の草薙との一件で再び仮面ティーチャーとして迷いが生じた剛太を見抜いた十兵衛は、彼を叱咤激励する。しかし仮面ティーチャーを憎む小林佐恵子にその場面を見られてしまう。 |                            |            |            |                                                                        |
| 第9話 | 彼の使命                   | 9月08日    | 滝本憲吾   |                                                                        |
| 剛太は突然校長から学校の鎮静化を理由に仮面ティーチャーの解任を告げられた。学内には黒仮面による恐怖が渦巻き生徒たちは息苦しさを感じていた。野間たちは学内での楽しみを失い、援助交際に手を出す。しかし逆に援助交際相手のポールたちに捕まってしまう。銀仮面が救助に駆け付けるが、生徒が人質になっているため手出しが出来ず一方的な暴力を受ける。それでも生徒のために手出しをしない銀仮面に心を打たれた美樹は刃物を持ったポールに悠然と立ち向かい、野間たちを救うことに成功した。野間たちはそんな美樹や銀仮面の行動に心打たれ改心するに至った。飯倉は剛太の一連の行動を評価し、校長へ剛太の仮面ティーチャーとしての復帰を命じた。一方2年C組では怯えるボンを金造たちが見つける。ボンの視線の先には殺人未遂を起こし無期限停学中だった元M4の岬智也がいたのだ。 |                            |            |            |                                                                        |
| 第10話 | ニセモノ                   | 9月15日    | 滝本憲吾   |                                                                        |
| 岬はかつての面影を失い優等生と化しており、金造や教師たちは驚きを隠せない。しかし剛太は彼が過去の過ちから更生したのだと信じようとする。時を同じくして、マッドマックスたちが銀と黒の仮面を被った二人組に襲われる事件が起こる。仲間のために彼らとの決闘を決意したコータローはリョータと共に事件現場に向かうが、返り討ちにあってしまう。岬は仮面ティーチャーの理不尽な暴力と戦うことを宣言し生徒たちを鼓舞するが、剛太も草薙も身に覚えがない。ボンによるとニセ仮面ティーチャーの正体は人狼兄弟と呼ばれる二人組らしい。草薙は黒仮面としてたった一人で彼らと戦いに挑むが圧倒的な力の前に完敗する。翌日、岬が黒仮面のコートを手に仮面ティーチャーを倒したと宣言し生徒たちの支持を集める。入院した草薙を見舞いに行った美樹は、ロッカーから黒仮面を見つけてしまう。 |                            |            |            |                                                                        |
| 第11話 | 決戦、華空学院             | 9月22日    | 守屋健太郎 |                                                                        |
| 美樹は草薙に対し、彼の母が多くの生徒を信じ希望を与えた存在だと説く。涙を流しながらその話に耳を傾ける草薙には心境の変化が訪れたようで。一方、華空学院では岬が集めた仲間に次は金造を潰すことを宣言する。彼はかつて金造によって倒されたことで人生が狂ったと思い込んでいた。金造は力で制圧した過去の自分にも非があると言い、M4と共に岬の元へ向かう。交戦しようとする岬に対し、金造は銀仮面のように心でわかり合おうとする。そんな金造を前にし、岬は涙を流す。しかしそこに人狼兄弟が現れる。彼らは「国から暴力を認められている」と言い放ち岬、金造、M4を次々に倒していく。そんな絶望の中、銀仮面と黒仮面が現れる。Wティーチャーが並び立ちついに、人狼兄弟との最終決戦が始まる。 |                            |            |            |                                                                        |
| 第12話 | 光                         | 9月29日    | 守屋健太郎 |                                                                        |
| 人狼兄弟とWティーチャーの戦いは壮絶を極めた。人狼兄弟によって一時は戦闘不能まで追い込まれたが、M4の演説に共鳴し他生徒たちも仮面ティーチャーに声援を送り始める。彼らの声援を力に変えた仮面ティーチャーは飛び蹴りによって人狼兄弟を倒す。満身創痍のままでカフェホッパーへ向かった剛太は佐恵子に向かって仮面ティーチャーとしての覚悟を語る。一方、華空学院では金造が将来の夢として教師を挙げた。飯倉は自身が送り込んだ岬や人狼兄弟の試練を乗り越え、周囲を変えた剛太の姿を通して、力での制圧を重視した現行の仮面ティーチャー法の改正を剛太に仄めかしたのであった。 |                            |            |            |                                                                        |

#### 備考
- 2013年8月25日は『24時間テレビ 「愛は地球を救う」』放送のため休止。

### ネット局
| 放送対象地域 | 放送局              | 放送期間                 | 放送時間                         | 系列           | 備考     |
| ------------ | ------------------- | ------------------------ | -------------------------------- | -------------- | -------- |
| 関東広域圏   | 日本テレビ（NTV）   | 2013年7月7日 - 9月29日   | 日曜日 0:50 - 1:20（土曜日深夜） | 日本テレビ系列 | 制作局   |
| 福岡県       | 福岡放送（FBS）     | 2013年7月11日 - 10月3日  | 木曜日 2:10 - 2:40（水曜日深夜） | 日本テレビ系列 | 4日遅れ  |
| 宮城県       | ミヤギテレビ（MMT） | 2013年7月23日 - 10月15日 | 火曜日 0:59 - 1:29（月曜日深夜） | 日本テレビ系列 | 16日遅れ |
| 近畿広域圏   | 読売テレビ（ytv）   | 2013年10月3日 - 12月26日 | 木曜日 2:43 - 3:18（水曜日深夜） | 日本テレビ系列 | 88日遅れ |

| 日本テレビ 日曜日 0:50 - 1:20枠（土曜日深夜） | 日本テレビ 日曜日 0:50 - 1:20枠（土曜日深夜） | 日本テレビ 日曜日 0:50 - 1:20枠（土曜日深夜） |
| 前番組                                        | 番組名                                        | 次番組                                        |
| --------------------------------------------- | --------------------------------------------- | --------------------------------------------- |
| BAD BOYS J （2013年4月7日 - 6月23日）         | 仮面ティーチャー （2013年7月7日 - 9月29日）   | 49 （2013年10月6日 - 12月29日）               |

## スペシャルドラマ
『金曜ロードSHOW! 特別ドラマ企画 仮面ティーチャー』のタイトルで、2014年2月14日21時 - 22時54分に、日本テレビ系『金曜ロードSHOW!』で放送された。連続ドラマ版の半年前を描く。

### あらすじ（スペシャル）
賀東幸一市長の教育改革の一環として、聖フィクショナルハイスクールに派遣されることとなった銀の仮面ティーチャーこと荒木剛太。そこでは3年生の天川篤史を中心とするグループが他生徒を脅す事件が多発していた。彼の彼女である早瀬あかりの自殺未遂がこの事件に深く関わっていることを突き止めた剛太であったが、賀東麻耶を始めとする同僚たちは終わったことだと取り合おうとしない。剛太は学校を変えるため、増し続ける天川の横暴に対して仮面ティーチャーの力ではなく、自身の心で向き合おうとする。

### キャスト（スペシャル）

#### 聖フィクショナルハイスクール
2年前、とある仮面ティーチャーによって制圧された高校。以後、市の教育改革のモデル校として、教師と生徒の接触を避けるため教室に境界線を設けたりと様々な政策が行われてきた。

##### 教員（スペシャル）
荒木剛太（あらき ごうた）〈26〉
演 - 藤ヶ谷太輔（Kis-My-Ft2）
3年D組の副担任で、銀の仮面ティーチャー。前任校で起きた翔平の事故によって力による制圧に疑問を抱き始める。しかし過去の自分と同じ考えを持つ幸一と関わることで迷いが消え、生徒と心で向き合うという信念を確固たるものとした。
賀東麻耶（がとう まや）
演 - 夏菜
3年D組の担任。父であり教師であった幸一に憧れ教師となったが、6年前の事件によって教職への理想を失ってしまう。そのため感情表現が乏しくなり、生徒たちは「仮面」と呼ばれていた。しかし剛太によって6年前の事件や父親と向き合うことができ、再び教師として前へ進むことを決める。
南原哲生（なんばら てつお）
演 - 大石吾朗
校長。2年前の荒れ果てた学校を救った仮面ティーチャーを救世主だと信じており、剛太に対しても同じように力での指導を求めた。
牧野（まきの）
演 - 田中幸太朗
あかりに大学の推薦取り消しをチラつかせ屋上に呼び出し、体の関係を迫った教師。麻耶や剛太にそのことで詰め寄られ、自首した。

##### 3年D組
学内の問題児が集まるクラス。教師たちはD組のDは「DEAD」のDだと忌み嫌っている。
天川篤史（あまかわ あつし）
演 - 窪田正孝
3年D組のリーダー格。趣味は筋トレ。あかりの転落事故の犯人を捜すために、遊沢らと共に生徒や教師に暴行を働いていた。しかし剛太の誠意ある謝罪を前にし、暴力の無意味さを知ることとなる。
早瀬あかり（はやせ あかり）
演 - 白石麻衣（乃木坂46）
天川の彼女。趣味は料理。1か月前、牧野に迫られ誤って屋上から転落してしまい昏睡状態が続いていた。
井川康介（いがわ こうすけ）
演 - 安井謙太郎（ジャニーズJr.）
友達がおらず、クラスで浮いていた眼鏡の生徒。趣味はメタルで、特技は変顔。剛太の実直な姿に心を打たれ、クラスで最初に彼へ心を開く。そしてあかりの転落事故を教師や生徒たちが自殺未遂だと隠蔽していたことを彼に伝えた。
遊沢礼治 （ゆざわ れいじ）
演 - 松村北斗（ジャニーズJr.）
天川の仲間。
神楽瑛太（かぐら えいた）
演 - 田中樹（ジャニーズJr.）
天川の仲間。

#### 市庁舎
賀東幸一（がとう こういち）
演 - 船越英一郎
麻耶の父親。かつては心で生徒と向き合う熱血教師であったが、6年前の事件によって力による制圧こそが正しい教育であると考えが変わった。その理念を実行に移すため、4年前に市長となった。剛太の理想に対しては否定的ではあるが、彼の青臭い考え方がどこまで通用するのか見てみたいという思いもあり、彼の解任の中止を教育省に懇願した。
浦辺聡（うらべ さとし）
演 - 阿部力
幸一の秘書。仮面ティーチャーとして機能しない剛太に代わり、園田を使って天川を潰そうと目論んでいた黒幕。
青木（あおき）
演 - 青木源太
幸一の秘書。

#### カフェホッパー（スペシャル）
小林十兵衛（こばやし とおべえ）
演 - 六平直政
小林翔平（こばやし しょうへい）
演 - 神永圭佑
小林佐恵子（こばやし さえこ）
演 - 山本舞香

#### その他（スペシャル）
賀東真知子（がとう まちこ）
演 - 藤田朋子
麻耶の母親。6年前、夫である幸一の教え子に刺されて死亡する。
園田修治（そのだ しゅうじ）
演 - 柿澤勇人
2年前、天川率いる1年生グループと争っていた3年生グループのリーダー格。仮面ティーチャーによって大怪我をさせられ退学となった。そのことで天川を逆恨みしていたところを、浦辺に唆されてあかりを誘拐した。
飯倉塁（いいくら るい）
演 - 斎藤工
草薙圭吾（くさなぎ けいご）
演 - ジェシー（SixTONES、ジャニーズJr.）
金髪先生（きんぱつせんせい）
演 - 塚田僚一（A.B.C-Z）

### スタッフ（スペシャル）
- 原作 - 藤沢とおる『仮面ティーチャー』（「週刊ヤングジャンプ」 / 集英社）
- 脚本 - 山岡潤平、松田裕子
- 音楽 - 牧戸太郎
- 監督 - 大塚恭司、西村了
- 主題歌 - Kis-My-Ft2「Luv Sick」（avex trax]）
- 挿入歌 - Kis-My-Ft2「SNOW DOMEの約束」（avex trax）
- ナレーター - 斎藤工
- 監督補 - 後藤孝太郎
- 助監督 - 藤田智弘
- 造形 - 百武朋
- アクション - 吉田浩之
- スタント - カラサワイサオ
- 制作 - 福士睦
- プロデューサー - 植野浩之、坂下哲也
- ラインプロデューサー - 堀尾星矢
- プロデューサー補 - 田中咲紀
- 制作プロダクション - 日テレアックスオン
- 企画制作 - 日本テレビ
- 製作著作 -「仮面ティーチャー」製作委員会

## 映画
連続ドラマ版の半年後の後日談として『劇場版 仮面ティーチャー』のタイトルでの映画化が、2013年10月15日に発表された。2014年2月22日に公開された。主演はテレビドラマ版から引き続きKis-My-Ft2の藤ヶ谷太輔が務める。
全国138スクリーンで公開され、2014年2月22、23日の初日2日間、女子中高生グループを中心とした女性層の観客動員を呼んで興収1億917万9300円、動員8万5074人になり、映画観客動員ランキング（興行通信社調べ）で初登場第3位となった。

### あらすじ（映画）
江夏千景が大学進学費用を稼ぐためにキャバクラでアルバイトをしていることを知った担任の市村美樹は、彼女を救おうと一人キャバクラに向かうが黒服と揉めてしまう。武原金造や銀の仮面ティーチャーの助けもあって一命を取り留めた二人だったが、この事件は新聞などで大きく報道されてしまった。教育省事務次官の御堂信彦は今回の騒動は教育省局長である飯倉塁の生温い政策が元凶だと言い切り、とある教師達を華空学院に派遣する。その教師達の一人には、かつて荒木剛太の担任として愛ある拳での指導を行ってきた羅門公平がいた。しかし現在の彼にはかつての面影は全くなく、「指導」と称する暴力で生徒たちを支配する教師となっていた。さらには羅門と共に赴任してきた阿南塔子の発案により新生徒会が発足され学院内は常に誰かに監視された状態となる。これに対して怒りを露わにした金造や草薙圭吾は羅門達に戦いを挑む。一方剛太は、かつて羅門が自身を救ってくれたように、今度は自分が羅門を救おうと決心するのであった。

### キャスト（映画）

#### 華空学院高校（映画）

##### 教員（映画）
- 荒木剛太 - 藤ヶ谷太輔（Kis-My-Ft2）
- 市村美樹 - 大政絢
- 羅門公平 - 遠藤憲一
- 阿南塔子 - 原幹恵
- 久遠淳治 - 中谷竜
- 菅原健太郎 - 志賀廣太郎
- 磯部耕造 - 北山雅康
- 遠山周作 - 山田親太朗
- 本田あゆみ - 藤沢あやの
- 鈴木伝 - 渡洋史

##### 2年C組（映画）
- 武原金造 - 菊池風磨（Sexy Zone）
- 草薙圭吾 - ジェシー（SixTONES、ジャニーズJr.）
- 獅子丸 - 岸優太（King & Prince、ジャニーズJr.）
- ボン - 京本大我（SixTONES、ジャニーズJr.）
- コータロー - 前田公輝
- リョータ - 栁俊太郎
- 近藤加奈子 - 竹富聖花
- 小松七海 - 芳根京子
- 野間麻美 - 中村有沙
- 新井みはる - 林さくら
- 中川順也 - 佐藤大樹（EXILE）
- 加藤修平 - 標永久
- 飯田政一 - 朝日奈寛
- 辻本圭右 - 安藤聖悟
- 小村空 - 枝尚紀
- 柳井純一 - 柿本拓実
- 吉村淳 - 小森真誉
- 杉田 晴 - 椎名敦士
- 森将起 - 津田諄
- 本宮浩二 - 今野一輝
- 川畑康志 - 中根大樹
- 戸田喬 - 柳喬之
- 樋口大輔 - 横山涼
- 矢沢亜依 - 瀧本愛菜
- 足立奈緒 - 早乙女晴香
- 上尾明 - 渋谷かすみ
- 宮澤咲 - 横山遥奈

##### 2年A組
- 江夏千景 - 北山詩織

##### 新生徒会
- 生徒会長 - 小瀧望（ジャニーズWEST、関西ジャニーズJr.）
- 副生徒会長 - 佐久間大介（Snow Man、ジャニーズJr.）
- 書記 - 阿部亮平（Snow Man、ジャニーズJr.）
- 会計 - 宮舘涼太（Snow Man、ジャニーズJr.)

#### 教育省
- 飯倉塁 - 斎藤工
- 御堂信彦 - 萩原聖人

#### カフェホッパー（映画）
- 小林十兵衛 - 六平直政
- 小林翔平 - 神永圭佑
- 小林佐恵子 - 山本舞香

#### キャバクラ
- 村越茂雄 - 村杉蝉之介
- 用心棒 - 荒川真
- ユウカ - 飛鳥凛

#### その他（映画）
- 金髪先生 - 塚田僚一（A.B.C-Z）
- 草薙佳代美 - 遊井亮子
- 岬智也 - 菊田大輔
- 犬神一郎 - 町田啓太（劇団EXILE）
- 犬神二郎 - 野替愁平（劇団EXILE）
- 向井豪 - 鈴之助
- 千波慎一 - 笠原秀幸
- 祝島秀太 - 和田崇太郎
- 吉川礼子 - 高橋咲樹
- 三島 - 勢至郎

### スタッフ（映画）
- 原作 - 藤沢とおる『仮面ティーチャー』（「週刊ヤングジャンプ」 / 集英社）
- 脚本 - 山岡潤平
- 音楽 - 牧戸太郎
- 監督 - 守屋健太郎
- 主題歌 - Kis-My-Ft2「Luv Sick」（avex trax）
- ナレーター - 立木文彦
- 脚本協力 - 三田卓人
- ブレーン - 田中敬
- 監督補 - 後藤孝太郎
- 助監督 - 千村利光
- 造形 - 百武朋
- 撮影 - 小松忠信
- 照明 - 太田博
- 美術 - 天野竜哉
- 録音 - 鴇田満男
- 編集 - 山田佑介
- アクション - 吉田浩之
- スタント - カラサワイサオ、荒川真
- バイクスタント - 柄澤功
- 撮影協力 - 小山町フィルムコミッション、ロケーション御殿場
- 製作 - 阿佐美弘恭、岡本東郎、飯島三智、村田嘉邦、百武弘二、奥田誠治
- エグゼクティブプロデューサー - 森實陽三
- プロデューサー - 植野浩之、坂下哲也、前畑祥子
- ラインプロデューサー - 堀尾星矢
- アシスタントプロデューサー - 山口仁志、飯田美保、金仁泳
- 制作協力 - ファブコミュニケーションズ、イメージフィールド、テレビマンユニオン
- 制作プロダクション - 日テレアックスオン
- 配給 - ショウゲート
- 企画協力 - ジャニーズ事務所
- 企画制作 - 日本テレビ放送網
- 製作 - 劇場版「仮面ティーチャー」製作委員会（D.N.ドリームパートナーズ、バップ、ジェイ・ドリーム、博報堂DYメディアパートナーズ、ショウゲート、日本テレビ放送網）

## イベント
- 仮面ティーチャー課外授業スペシャルイベント（2014年2月6日、日本青年館）[14]

## ミュージカル
『ミュージカル 仮面ティーチャー SILVER MASK』のタイトルで2015年9月16日から9月18日まで大阪・梅田芸術劇場シアター・ドラマシティ、同年9月30日から10月4日まで東京・Zeppブルーシアター六本木にて公演された。

### キャスト（ミュージカル）
- 荒木剛太 - 友常勇気
- 金造 - 鈴木勝大
- しし丸 - 新里宏太
- リョータ - 仲田博喜
- コータロー - 法月康平
- 宗治 - 橘龍丸
- マサミ - 植木哲
- ミツル - 小林亮太
- ユウジ - 神久保翔也
- 豪徳寺 - 福田直也（HIROZ）
- 風祭 - 見雪太亮
- 雷門 - 田邊俊喜
- 緑川 - 高岡裕貴
- 胡桃沢 - シュドーズ直矢
- 犬神一郎 - 田中寅雄
- 犬神二郎 - 武子直輝
- お面ティーチャー - 嶋田真
- 国井美幸 - シークレット（※声の出演のみで高垣彩陽だった)[15]
- 草薙 - シークレット（※声の出演のみで堀江一眞だった）[16]
- 市川先生 - 永山たかし
- 蘆立教頭 - 山口大地
- 国井校長 - 坂元健児・中山繁之（※Wキャスト）
- ジュウロウ -  金山大輝
- キヨシ - 石川正人
- タカオ - 片山浩憲
- ヤスオ - 鈴木じゅんち（ろっくまん）
- モリオ - コアラ小嵐

### スタッフ（ミュージカル）
- 原作：藤沢とおる
- 脚本：三井秀樹・入江おろぱ
- 演出：赤澤ムック
- 振付：本山新之助
- 音楽：YOSHIZUMI
- 作詞：入江おろぱ・うえのけいこ
- アクション監督：安田桃太郎
- 美術：青木拓也
- 衣装：木村猛志
- アクション指導：熊倉功・鶴田亮介
- 振付助手：松ケ谷ほのか
- 演出助手：藤原理恵
- 技術監督：寅川英司
- 舞台監督：小野智史
- 宣伝美術：岡垣吏紗（Gene & Fred）
- 宣伝写真：中村理生（Un.inc）
- ヘアメイク：宮内宏明（M's factory）
- 演出補佐：秋山直太朗
- アソシエイトプロデューサー：井関友香
- プロデューサー：原葵
- 協力：集英社「週刊ヤングジャンプ」編集部
- 企画・運営：Jnapi L.L.C.

## 関連商品

### 単行本
特記のない限り著者は藤沢とおる、発行は全て集英社のヤングジャンプ・コミックスより。
- 『仮面ティーチャー』 全4巻
  1. 2007年4月24日第1刷発行（4月19日発売[集 1]）、ISBN 978-4-08-877232-5
  2. 2007年6月24日第1刷発行（6月19日発売[集 2]）、ISBN 978-4-08-877281-3
  3. 2007年9月24日第1刷発行（9月19日発売[集 3]）、ISBN 978-4-08-877321-6
  4. 2007年12月24日第1刷発行（12月19日発売[集 4]）、ISBN 978-4-08-877364-3
- 『仮面ティーチャーBLACK』 既刊4巻（2014年6月19日現在）
  1. 2013年8月24日第1刷発行（8月19日発売[集 5]）、ISBN 978-4-08-879634-5
  2. 2013年11月24日第1刷発行（11月19日発売[集 6]）、ISBN 978-4-08-879712-0
  3. 2014年2月24日第1刷発行（2月19日発売[集 7]）、ISBN 978-4-08-879752-6
  4. 2014年6月24日第1刷発行（6月19日発売[集 8]）、ISBN 978-4-08-879795-3

### DVD・Blu-ray
- 仮面ティーチャーDVD-BOX・Blu-ray BOX（2014年1月29日発売、豪華版・通常版の各2種）VAP

### オフィシャルブック
- 劇場版「仮面ティーチャー」オフィシャル・ブック（2014年2月15日発売）角川メディアハウス、ISBN 978-4048949415